# Buntești
Buntesti là một xã thuộc hạt Bihor, România. Dân số thời điểm năm 2002 là 4766 người.